# 渐尖穗荸荠
渐尖穗荸荠（学名：Heleocharis attenuata）是莎草科荸荠属的植物。分布在日本、朝鲜以及中国大陆的江苏、安徽、陕西等地，生长于海拔300米至970米的地区，常生长在水田中以及水塘边，目前尚未由人工引种栽培。

## 异名
- Eleocharis attenuata (Franch. et Sav.) Palla var. erhizomatosa Tang et Wang
- Heleocharis attenuata
- Scirpus attenuatus
- Eleocharis laeviseta var. major
- Eleocharis japonica var. major